# Cantó de Verteson
El cantó de Verteson és un cantó francès del departament del Puèi Domat, situat al districte de Clarmont d'Alvèrnia. Té 12 municipis i el cap és Verteson.

## Municipis
- Beauregard-l'Évêque
- Bouzel
- Chas
- Chauriat
- Espirat
- Mezel
- Moissat
- Ravel
- Reignat
- Saint-Bonnet-lès-Allier
- Vassel
- Verteson

## Història
| Data d'elecció                           | Identitat     | Partit | Qualitat |
| ---------------------------------------- | ------------- | ------ | -------- |
| 1958-1966                                | Henri Noyer   | SFIO   |          |
| 1966-1976                                | M. Nenot      | PS     |          |
| 1976-1982                                | Jean Prulière | PS     |          |
| 1982-                                    | Alain Néri    | PS     |          |
| les dades anteriors no són pas conegudes |               |        |          |
|                                          |               |        |          |

## Demografia
| 1962  | 1968  | 1975  | 1982  | 1990  | 1999  | 2007   |
| ----- | ----- | ----- | ----- | ----- | ----- | ------ |
| 5.813 | 6.165 | 6.361 | 7.278 | 8.262 | 9.175 | 11.420 |